# 줄리어스 시저 (1953년 영화)
《줄리어스 시저》(Julius Caesar)는 1953년 개봉한 미국의 서사 영화이다. 조지프 L. 맹키위츠가 감독과 각본을 맡았으며, 셰익스피어의 동명 희곡이 영화의 원작이다. 1953 로카르노 영화제 황금표범상 공동수상작이다.

## 출연

### 주연
- 말론 브란도
- 제임스 메이슨
- 존 길구드

### 조연
- 루이스 칼헌
- 에드먼드 오브라이언
- 그리어 가슨
- 데보라 카
- 조지 매크리디
- 마이클 페이트

## 기타
- 원작자: 윌리엄 셰익스피어
- 미술: 에드워드 C. 카르파그노
- 미술: 세드릭 기븐스
- 의상: 허쉘 매코이